# That Joke Isn't Funny Anymore
«That Joke Isn't Funny Anymore» (en españolː "Esa broma ya no es graciosa") es una canción de la banda de rock británica The Smiths. Apareció por primera vez en su álbum Meat Is Murder, y fue lanzado como sencillo. Fue compuesta por el guitarrista Johnny Marr y el cantante y letrista Morrisey. 
Un único sencillo, fue el segundo más bajo de The Smiths en las listas individuales, alcanzó el puesto #49. La repetición y el tono triste transmitido es inusual para un sencillo de The Smiths. Esto ha suscitado las sospechas de que la canción es acerca de una periodista con la que Morrissey había tenido una relación. Según Dave Simpson en su artículo Uncut (agosto de 1998), la periodista no identificada se niega a hablar de Morrissey hasta la fecha.

## Letra
La canción habla de un paseo en coche, donde la pareja y el narrador hace una declaración burlona de aquellos que son suicidas y solitarios ("cuando te ríes de la gente que se siente muy sola/su único deseo es morir"). En un extenso monólogo, Morrissey responde a la broma. Él juega con un significado figurativo y literal - en particular, en la línea "me dirigí al punto de partida" - que se refiere tanto a "retorno" en el coche y la insistencia con la que hace que su punto de vista en respuesta a la broma.

## Lista de canciones
| 7" RT186 |                                           |          |  |
| N.º      | Título                                    | Duración |  |
| 1.       | «That Joke Isn't Funny Anymore» (editado) | 3:49     |  |
| 2.       | «Meat is Murder» (en vivo)                | 5:34     |  |

| 12" RTT186 |                                  |          |  |
| N.º        | Título                           | Duración |  |
| 1.         | «That Joke Isn't Funny Anymore»  | 4:57     |  |
| 2.         | «Nowhere Fast» (en vivo)         | 2:31     |  |
| 3.         | «Stretch Out and Wait» (en vivo) | 2:49     |  |
| 4.         | «Shakespeare's Sister» (en vivo) | 2:12     |  |
| 5.         | «Meat is Murder» (en vivo)       | 5:34     |  |